# Satyricon (film)
Satyricon (wł. Fellini - Satyricon) – włoski film z 1969 roku w reżyserii Federico Felliniego.

## Obsada
- Martin Potter jako Encolpio
- Hiram Keller jako Ascilto
- Max Born jako Gitone
- Salvo Randone jako Eumolpo
- Mario Romagnoli jako Trymalchion
- Magali Noël jako Fortunata
- Capucine jako Trifena
- Alain Cuny jako Lica
- Fanfulla jako Vernacchio
- Donyale Luna jako Enotea
- Danika La Loggia jako Scintilla
- Gordon Mitchell jako bandyta
- Lucia Bosé jako Matrona
- Joseph Wheeler jako samobójca